# ТМЗ-450Д
ТМЗ-450Д — базовый дизельный двигатель в линейке моторов Тульского машиностроительного завода.

## История создания
В конце 1980-х гг. на Туламашзаводе совместно с кафедрой «Двигатели внутреннего сгорания» ВлГУ начались работы по проектированию одноцилиндрового малокубатурного 4-тактного дизельного двигателя. Новые моторы планировались устанавливать на производимых на предприятии мотороллерах «Муравей», а также использовать как силовой агрегат для перспективных мотоколясок завода Автоагрегат (г. Кинешма). В конце 1994 года была изготовлена первая опытная партия дизелей ТМЗ-450Д. Впоследствии на основе этого двигателя были разработаны более мощные модификации ТМЗ-520Д и ТМЗ-650Д. Доводка конструкции и испытания осуществлялась при помощи австрийской инженерной компании AVL.

## Сфера применения
В настоящее время тульские дизеля устанавливаются в составе мобильных электростанций, компрессоров, мотопомп, сварочных агрегатов, камышекосилок, различной малогабаритной коммунальной техники, а также стационарных дизельных двигателей малотоннажных судов. Силами энтузиастов двигатели устанавливаются на снегоходы, мини-тракторы и лодки.
Широкое применение двигатели ТМЗ получили в армии. Они устанавливаются в качестве основного полевого источника питания инженерных войск АД-4, вспомогательной энергоустановки ДГУ5-П27,5-ВМ1 для бронетехники, а также в качестве привода пожарных и отливных мотопомп, изготавливаемых для нужд флота.

## Конструкция
По заявлению производителя, ресурс двигателя составляет не менее 4000 моточасов.

## Сравнительная характеристика с иностранными аналогами
| Параметр                            | ТМ3-450Д  | ТМЗ-520Д   | ТМЗ-650Д    | Greaves G-1450 | Lombardini 3LD510 |
| ----------------------------------- | --------- | ---------- | ----------- | -------------- | ----------------- |
| Диаметр цилиндра, мм                | 85        | 85         | 95,5        | 85             | 90                |
| Рабочий объём, см³                  | 450       | 520        | 650         | 450            | 510               |
| Степень сжатия                      | 20        |            |             | 17,5           | 17,3              |
| Номинальная мощность, кВт (л. с.)   | 7,0 (9,5) | 9,5 (13,0) | 12,0 (16,3) | 6,9 (9,4)      | 6,6 (9,0)         |
| Номинальные обороты, об/мин         | 3000      | 3600       | 3600        | 3000           | 2900              |
| Максимальный крутящий момент, Н*м   | 22        | 25,5       | 35,5        | 22,5           | 21,9              |
| Номинальный расход топлива, г/кВт*ч | 284       |            |             | 313            | 265               |
| Масса сухая, кг                     | 59        | 60         | 65          | 57             | 57                |

## Модификации
- ТМЗ-450Д/90, ТМЗ-520Д/90, ТМЗ-650Д/90 — дизеля в вертикальном исполнении без генератора;
- ТМЗ-450Д/90Г, ТМЗ-520Д/90Г, ТМЗ-650Д/90Г — дизеля в вертикальном исполнении с генератором;
- ТМЗ-450Д/90, ТМЗ-520Д/90, ТМЗ-650Д/90 — дизеля в наклонном исполнении без генератора;
- ТМЗ-450Д/90Г, ТМЗ-520Д/90Г, ТМЗ-650Д/90Г — дизеля в наклонном исполнении с генератором;
- ТМЗ-520Д/90Г-12П — специальный дизель, предназначенный для применения в составе энергоустановок с высокой степенью автоматизации и возможностью дистанционного управления.